# مدرسه سپهدار
مدرسه سپهدار یکی از بناهای تاریخی باقی‌مانده از دوره قاجار است که هم‌زمان با تأسیس بازار اراک به دستور یوسف خان گرجی سپهدار اعظم و بانی شهر اراک ساخته شد. مدرسه سپهدار، نخستین مدرسه بناشده در اراک (سلطان‌آباد) به حساب می‌آید.

## پیشینه
این مدرسه اولین مرکز علوم دینی در اراک است. مدرسهٔ سپهداری به عنوان نخستین بنای شهری با اقتباس از سبک مدارس دوره صفویه و با کاشیکاری‌های ظریف و زیبای دوره قاجار یکی از بناهای موجود در مجموعه بازار اراک است. این مدرسه به وسیله یوسف خان سپهدار (پدر داماد فتحعلی‌شاه قاجار) بنا شده و حاج‌آقا محسن عراقی در توسعه آن نقش مهمی داشته است. در سال ۱۳۳۳ هجری قمری عبدالکریم حائری یزدی این مدرسه را به یکی از حوزه‌های علمیه بزرگ کشور تبدیل کرد.

## معماری
معماری داخل مدرسه از طرح چهار ایوانی پیروی می‌کند که از آن میان دو ایوان شمالی و جنوبی بلندتر و عظیم تر از دو دیگری است. در پیرامون حیاط مدرسه بیست و پنج حجره وجود دارد و هر حجره دارای یک ایوان کوچک در جلو و قسمت نشیمن در عقب می‌باشد، سردر و لچکی حجره‌ها با کاشیهای خشتی هفت رنگ تزئین یافته است. گنبد مدرسه یک پوش بوده و در نوع خود بزرگ‌ترین گنبد آجری در بافت قدیمی اراک محسوب می‌شود. از عناصر داخلی مدرسه می‌توان به آب‌انبار و صحنی نسبتاً وسیع با حوضی سنگی در میان آن اشاره کرد.

## دانش‌آموختگان سرشناس
از جمله شخصیت‌هایی که در این مدرسه به کسب معارف اسلامی پرداخته‌اند می‌توان اشاره کرد به:
- سید روح‌الله خمینی
- آقا نورالدین عراقی
- محمدعلی اراکی[۸]

## نگارخانه

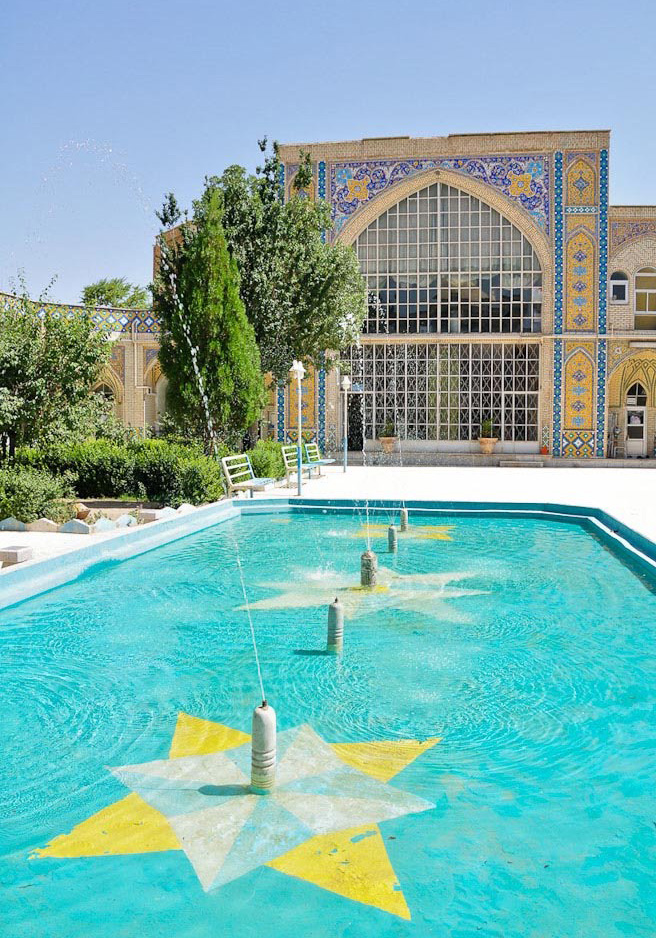
کاشیکاری حوض مسجد
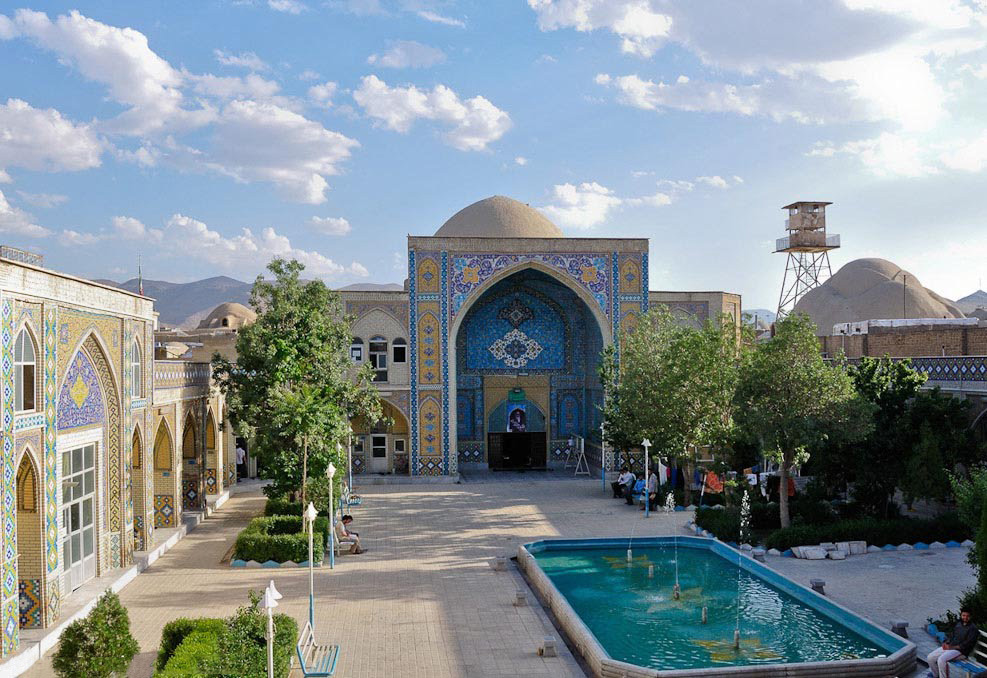
نمای صحن داخلی مدرسه و مسجد